# Zimmermannův telegram

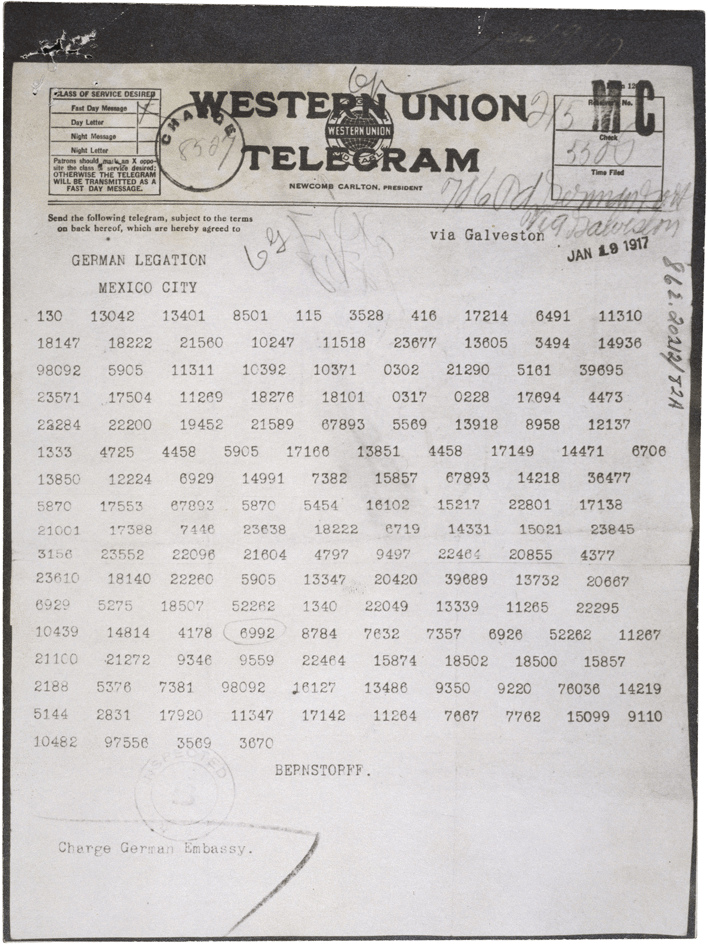
Zimmermannův telegram, jak byl poslán z Washingtonu D.C. do Mexika

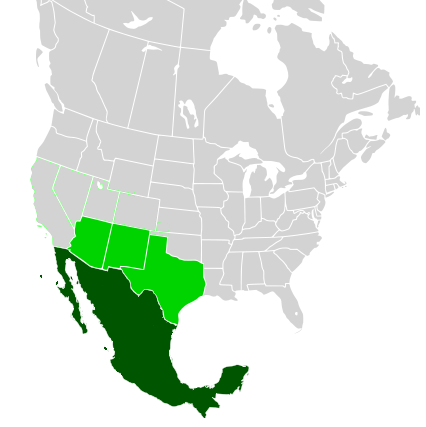
Území, jež mělo Mexiko dostat, pokud by vyhlásilo válku USA

Zimmermannův telegram (nebo také Zimmermannova depeše) (anglicky: Zimmermann Telegram, německy: Zimmermann-Depesche, španělsky: Telegrama Zimmermann) byla šifrovaná zpráva (depeše), která byla během první světové války zaslána německým ministrem zahraničí Arthurem Zimmermannem na německé velvyslanectví v USA ve Washingtonu, D.C. a posléze přeposlána mexické vládě. Telegram byl však již při posílání do vyslanectví ve Washingtonu odposlechnut Brity, kteří ho posléze rozluštili a předali vládě USA.
Němci nemohli již od začátku války posílat telegramy, protože britská loď Telconia u nizozemského břehu ze dna vyzdvihla podmořský kabel vedoucí z Německa a přeřízla jej. Německo tak přišlo o relativně bezpečné dálnopisné spojení se svými ambasádami a všechny depeše muselo zasílat vzduchem – rádiem. Britové tyto depeše, většinou šifrované podle různých kódových knih, zachycovali a snažili se je vyluštit. Tím se zabývalo britské dešifrovací oddělení (tzv. místnost č. 40), v němž od začátku války intenzívně pracovalo 40 lidí. V roce 1917 již Britové znali část německých kódů, a tak se jim podařilo rozluštit šifrovaný text, který byl zaslán právě německým ministrem zahraničí Arthurem Zimmermannem na německé velvyslanectví v USA.
Originální text:

| „ | Wir beabsichtigen, am ersten Februar uneingeschränkten U-Boot-Krieg zu beginnen. Es wird versucht werden, Amerika trotzdem neutral zu halten. Für den Fall, dass dies nicht gelingen sollte, schlagen wir Mexiko auf folgender Grundlage Bündnis vor. Gemeinsame Kriegführung. Gemeinsamer Friedensschluss. Reichlich finanzielle Unterstützung und Einverständnis unsererseits, dass Mexiko in Texas, Neu Mexico, Arizona früher verlorenes Gebiet zurückerobert. Regelung im einzelnen Euer Hochwohlgeborenen überlassen. Euer Hochwohlgeborenen wollen Vorstehendes Präsidenten streng geheim eröffnen, sobald Kriegsausbruch mit Vereinigten Staaten feststeht, und Anregung hinzufügen, Japan von sich aus zu sofortigem Beitritt einzuladen und gleichzeitig zwischen uns und Japan zu vermitteln. Bitte Präsidenten darauf hinweisen, dass rücksichtslose Anwendung unserer U-Boote jetzt Aussicht bietet, England in wenigen Monaten zum Frieden zu zwingen. Empfang bestätigen. Zimmermann | “ |

Přibližný český text:

| „ | Máme v úmyslu zahájit 1. února neomezenou ponorkovou válku. Pokusíme se přesto udržet Ameriku neutrální. V případě, že se to nepodaří, navrhneme Mexiku spojenectví na tomto základě: společné vedení války, společné uzavírání míru, vydatná finanční pomoc a souhlas z naší strany, pokud Mexiko opět dobude svá v minulosti ztracená území – v Texasu, Novém Mexiku a Arizoně. Jednotlivosti ponecháváme Vaší Excelenci. Vaše Excelence návrhy přísně důvěrně sdělí prezidentovi, jakmile bude válka se Spojenými státy jistá, a poté ho požádá, aby vyzval Japonsko k následování a současně byl prostředníkem mezi námi a Japonskem. Prezidentovi prosím řekněte, že bezohledné nasazení našich ponorek skýtá naději, že se Anglii podaří za několik měsíců donutit k míru. Potvrďte příjem. Zimmermann | “ |

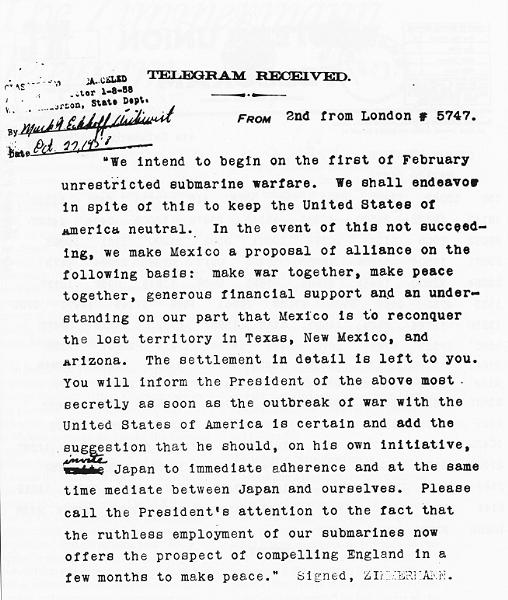
Dešifrovaný a přeložený telegram

Z telegramu vyplývá, že Německo zahájí neomezenou ponorkovou válku, která by ale mohla Spojené státy americké popudit natolik, že vstoupí do války proti Německu. Německý ministr zahraničí Arthur Zimmermann se tedy rozhodl nabídnout Mexiku, že za těchto okolností by za účast ve válce proti USA obdrželo dodávky zbraní, peněz a následné územní zisky v podobě bývalého mexického území států Arizona, Nové Mexiko a Texas. USA by v tomto případě nejdříve musely porazit Mexiko a až potom by se naplno zapojily do války v Evropě proti Německu.
Britové tedy po rozluštění Zimmermannova telegramu měli šanci k zapojení neutrálních USA do války. Dřívějším impulsem se stalo potopení britského parníku Lusitania v květnu 1915, při němž zahynulo 128 Američanů na palubě. To přispělo ke změně veřejného mínění v neprospěch Německa, a společně s aférou kolem Zimmermannova telegramu k pozdějšímu vstupu USA do války.
Zachycenou verzi zprávy nemohli Britové předat vládě USA, protože ta by ji uveřejnila, a Němci by reagovali změnou šifrovací knihy kódů. Britové tedy vymysleli falešnou historku o tom, že rozluštěná zpráva byla ukradena podplacenými mexickými úředníky. Jelikož však koncová verze zprávy musela být v detailech rozdílná, vyslali agenta H, jenž měl za každou cenu získat verzi z velvyslanectví v Mexico City, což se mu podařilo po vloupání do telegrafní pobočky Western Union v Mexico City.
Tuto verzi telegramu zaslala britská vláda americké vládě, která se posléze rozhodla vyhlásit válku Centrálním mocnostem a vstoupit do první světové války.